# Julio Breff Guilarte
Julio Breff Guilarte (1956, Los Cacaos, Sagua de Tánamo) es un artista de Cuba de formación autodidacta.

## Exposiciones Personales
A partir de 1988 presentó exposiciones personales como Pintura primitiva. Julio Breff Guilarte en la Galería de Arte Mayarí, en Holguín. En 1989 expuso Risas y más risas, en la Galería Espacio Abierto, Revista Revolución y Cultura en La Habana y De la imaginación y los sueños (colateral a la Tercera Bienal de La Habana), en Cuba. En el año 2001 exhibió Julio Breff. A golpe de ensueños en la Galería La Acacia, en La Habana.

## Exposiciones Colectivas
En 1987 se presentó en exposiciones colectivas como la X Feria Nacional de Arte Popular, en Sancti Spíritus. En 1995 se presentó en la Feria Internacional de Arte World Trade Center/Centro Internacional de Exposiciones y Convenciones en México, D. F., y en el Primer Salón de Arte Cubano Contemporáneo, en el Museo Nacional de Bellas Artes de La Habana.

## Premios
Ha sido reconocido con los premios Premio II Salón Nacional de Pequeño Formato de la Galería de Arte Universal, Camagüey, y Premio/Mención 12º Salón de Artes Plásticas Regino E. Boti en el Centro Provincial de Arte de Guantánamo, entre otros.
- Datos: Q9016474